# Padborg Park
Padborg Park er et motorsportsanlæg 5 kilometer vest for Padborg i Sønderjylland. Banen ligger ved siden af Kruså-Padborg Flyveplads og er en af blot 3 asfaltbaner i Danmark, som jævnligt bliver brugt til at køre motorløb. De to andre er Jyllandsringen og Ring Djursland.
Ud over løb bliver banen brugt til trackdays, MC-kurser, kurser i køreteknik og til teambuilding.
Padborg Park er ejet af Padborg Park I/S, der også er promotor for løbsserierne Super GT, OK Mobil 1 Legends Car Cup og Danish Endurance Cup (DEC).

## Banen
Asfaltstrækningen på Padborg Park er 12 meter bred og 2.150 meter lang, hvilket gør den til Danmarks næstlængste. Der er fire højresving, fem venstresving og en chikane.
Padborg Park har Danmarks længste langside på 700 meter. Det betyder, at tophastigheden i mange løbsserier er højere end på andre baner, og at banen især egner sig til biler med stor motoreffekt.
Banen har 4 navngivne sving. Det første er Poetschkurven, der også bliver kaldt for hesteskoen og består af sving 1 og 2, der køres som ét samlet sving. Sving 3 bliver kaldt Audikurven og er et tæt på 90-grader højresving, som fører ud på baglangsiden.
For enden af baglangsiden ligger Big Mag; et hurtigt og langt venstresving med Yokohama-hårnålen liggende for enden. Det bliver generelt anset for at være den teknisk mest udfordrende del af banen.
Efter Yokohama-hårnålen leder et højresving på over 90 grader ud på langsiden, der igen ender i en hårnål, som efter en kort strækning leder til målstregen og det sidste højresving. Pitindkørslen ligger for enden af langsiden, mens pitudkørslen leder ud til Poetschkurven.
Padborg Park har en automatisk glatførebane til ligeudkørsel og en til kurvekørsel. Pitlanen har 26 parkeringsbåse, og der er 4.000 m² depotareal.

## Historie
Anlægget blev bygget af Padborg Park I/S, der var ejet af Jens Enemark, og åbnede i 2003 på de samme arealer, der huser Kruså-Padborg Flyveplads. Jens Enemark solgte i 2009 sin andel af Padborg Park I/S. Selskabet er i dag ejet af Tom Gaarde Pedersen.

## Arrangementer
Nuværende:
- April: Super GT/2L, Legend, DS3, Formel 4/5, 1600 Challenge, Supercup, Seven Racing/Arion Racing Championship, åbningsløb.
- Maj: Danmarks hurtigste bil
- Juni: Historiske biler, historisk Formel, Youngtimer, MC, Historisk Weekend
- September: TCR, Super GT/2L, Legend, DEC, 1600 Challenge, Formel 4/5, Supercup, Night Race
- Oktober: Super GT/2L, Legend, DEC, SSC, Seven Racing/Arion Racing Championship, Youngtimer, finaleløb.

Ud over motorløb er der en række andre arrangementer på Padborg Park:
- MC-kurser
- Teambuilding
- Gokart
- Trackdays

## Banerekorder
De officielle hurtigste omgangstider skal sættes under et løb. Den hurtigste tid nogensinde er sat af Valdemar Eriksen i 2024.
| Klasse                           | Tid                   | Dato                  | Navn                  | Bil                          |
| Fuld bane: 2150 meter            | Fuld bane: 2150 meter | Fuld bane: 2150 meter | Fuld bane: 2150 meter | Fuld bane: 2150 meter        |
| -------------------------------- | --------------------- | --------------------- | --------------------- | ---------------------------- |
| Special Saloon                   | 00:56,521             | 05-10-2024            | Valdemar Eriksen      | Ligier JS-P320               |
| Danish Endurance Cup             | 00:57,725             | 16-10-2021            | Mikkel O. Pedersen    | Porsche 911                  |
| Formel Renault 2000              | 00:58,519             | 16-05-2004            | Jimmy Jacobson        | Tatuus FR 2000               |
| Supermotard                      | 00:58,717             | 19-04-2015            | Simon Wilhelmsen      | TM SMX 450                   |
| Formel Ford                      | 00:58,818             | 08-10-2016            | Daniel Lundgaard      | Mygale SJ07                  |
| Super GT                         | 00:59,538             | 28-04-2019            | Kevin Rossel          | Super GT                     |
| MC Super Challenge               | 01:00,155             | 29-06-2008            | Kim Phillip           | Yahama R1                    |
| Danish Thundersport Championship | 01:00,350             | 07-06-2015            | Jan Magnussen         | Chevrolet Camaro ZZ4         |
| Historisk 76-81 90               | 01:00,963             | 16-05-2021            | Morten Eriksen        | Opel                         |
| Danish Thundersport Championship | 01:01,704             | 21-09-2008            | Jan Magnussen         | BMW 320si E90                |
| Historisk Formel                 | 01:01,741             | 29-06-2013            | John Frederiksen      | Opel Lotus                   |
| TCR Denmark                      | 01:01,786             | 08-05-2022            | Kasper H. Jensen      | Honda                        |
| Peugeot Spider Cup TOTAL         | 01:02,142             | 24-05-2009            | Ronnie Bremer         | Peugeot Spider               |
| Ferrari Challenge A              | 01:02,535             | 07-10-2007            | Martin Jensen         | Ferrari 430 Challenge        |
| Formel 2000                      | 01:02,608             | 14-09-2003            | Leif Jørgensen        | Swift SC95F                  |
| Seven Racing                     | 01:03,645             | 19-06-2021            | Steffen Hansen        | Seven Eleven Suzuki Hayabusa |
| Arion Racing Championship        | 01:04,106             | 26-08-2018            | Christian Sørensen    | Arion S2                     |
| Youngtimer 1-3-4                 | 01:04,589             | 15-05-2021            | Morten Straarup       | BMW E36 M3                   |
| BMW Cup                          | 01:04:714             | 12-09-2015            | Mikael Blix           | BMW M3                       |
| Super 2L                         | 01:04,764             | 08-05-2022            | Daniel Träger         | Mitjet                       |
| Renault Clio Cup                 | 01:05,111             | 21-09-2008            | Per Poulsen           | Renault Sport Clio           |
| Youngtimer                       | 01:05,328             | 30-04-2016            | Dennis Nymand         | BMW                          |
| Youngtimer 1                     | 01:05,371             | 20-08-2015            | Dennis Nymand         | BMW                          |
| Historisk Sports Cup             | 01:05,512             | 20-06-2004            | Mikael Sode           | Phantom SG evo3              |
| Super Cup                        | 01:05,886             | 07-06-2015            | Jakob Borum           | Honda                        |
| Historisk 76                     | 01:06,886             | 01-06-2009            | Lars Degel            | Porsche 911 RS               |
| Socko Super Cup                  | 01:07,450             | 16-05-2004            | Michael Outzen        | BMW 325                      |
| Historisk 71                     | 01:07,561             | 30-06-2013            | Mads Leth Sørensen    | Datsun                       |
| OK Mobil 1 Legends Cup           | 01:07,671             | 08-05-2022            | Magnus Madsen         | MRacing                      |
| Youngtimer 2-3                   | 01:07,727             | 10-10-2015            | Morten Straarup       | BMW                          |
| DS3 cup                          | 01:07,881             | 07-05-2022            | Knut Eirik Knudsen    | Citröen DS3                  |
| Historisk Club Race              | 01:08,293             | 03-06-2007            | Michael Regnarsen     | Porsche 944                  |
| VW Polo Cup                      | 01:08,759             | 23-09-2007            | Kennie Frydkjær       | VW Polo                      |
| Historisk 65                     | 01:09,295             | 03-09-2016            | Kenneth Persson       | Ford                         |
| Youngtimer 2                     | 01:09,579             | 15-05-2021            | Tom Jørgensen         | BMW                          |
| OK Saxo Cup                      | 01:09,642             | 18-09-2005            | Leon Sørensen         | Citroën Saxo VTS             |
| Gruppe N 2000                    | 01:09,742             | 19-09-2004            | Klaus Verner          | Peugeot 307 EPO              |
| Gruppe N 1600                    | 01:10,694             | 19-09-2004            | Christian Pedersen    | Peugeot 106 GTI              |
| 1600 Challenge                   | 01:10,762             | 06-10-2013            | Nicolai Nielsen       | VW                           |
| Youngtimer 3                     | 01:12,420             | 30-04-2016            | Michael Terkildsen    | BMW                          |